# Olympische Sommerspiele 1960/Radsport – Tandem (Männer)
Der 2000-m-Tandem-Sprint im Bahnradsport der Männer bei den Olympischen Sommerspielen 1960 in Rom wurde am 26. und 27. August im Velodromo Olimpico ausgetragen.

## Ergebnisse

### Vorläufe

#### Vorlauf 1
| Rang | Nation                    | Athleten                   | Zeit   | Qualifiziert für |
| ---- | ------------------------- | -------------------------- | ------ | ---------------- |
| 1    | Gesamtdeutsche Mannschaft | Jürgen Simon Lothar Stäber | 11,2 s | Viertelfinale    |
| 2    | Australien                | Ian Browne Geoff Smith     |        |                  |

#### Vorlauf 2
| Rang | Nation     | Athleten                           | Zeit   | Qualifiziert für |
| ---- | ---------- | ---------------------------------- | ------ | ---------------- |
| 1    | Frankreich | Roland Surrugue Michel Scob        | 11,0 s | Viertelfinale    |
| –    | Pakistan   | Muhammad Ashiq Abdul Razzaq Baloch | DNS    |                  |

#### Vorlauf 3
| Rang | Nation      | Athleten                        | Zeit   | Qualifiziert für |
| ---- | ----------- | ------------------------------- | ------ | ---------------- |
| 1    | Sowjetunion | Boris Wassiljew Wladimir Leonow | 11,2 s | Viertelfinale    |
| 2    | Niederlande | Rinus Paul Mees Gerritsen       |        | Hoffnungsrunde   |

#### Vorlauf 4
| Rang | Nation  | Athleten                            | Zeit   | Qualifiziert für |
| ---- | ------- | ----------------------------------- | ------ | ---------------- |
| 1    | Italien | Giuseppe Beghetto Sergio Bianchetto | 10,9 s | Viertelfinale    |
| –    | Ungarn  | Richárd Bicskey András Mészáros     | DNS    |                  |

#### Vorlauf 5
| Rang | Nation         | Athleten                     | Zeit   | Qualifiziert für |
| ---- | -------------- | ---------------------------- | ------ | ---------------- |
| 1    | Großbritannien | David Handley Eric Thompson  | 10,9 s | Viertelfinale    |
| 2    | Mexiko         | Luis Muciño José Luis Téllez |        | Hoffnungsrunde   |

#### Vorlauf 6
| Rang | Nation                | Athleten                         | Zeit   | Qualifiziert für    |
| ---- | --------------------- | -------------------------------- | ------ | ------------------- |
| 1    | Tschechoslowakei      | Juraj Miklušica Dušan Škvarenina | 11,0 s | Viertelfinale       |
| 2    | Südafrikanische Union | Leslie Haupt Sydney Byrnes       |        | Hoffnungsrunde (WD) |

#### Vorlauf 7
| Rang | Nation             | Athleten                 | Zeit   | Qualifiziert für |
| ---- | ------------------ | ------------------------ | ------ | ---------------- |
| 1    | Vereinigte Staaten | Jack Hartman David Sharp | 11,3 s | Viertelfinale    |
| 2    | Schweiz            | Peter Vogel Peter Hirzel |        | Hoffnungsrunde   |

### Hoffnungsrunde

#### Lauf 1
| Rang | Nation      | Athleten                  | Zeit   | Qualifiziert für      |
| ---- | ----------- | ------------------------- | ------ | --------------------- |
| 1    | Niederlande | Rinus Paul Mees Gerritsen | 11,5 s | Hoffnungsrunde Finale |
| 2    | Schweiz     | Peter Vogel Peter Hirzel  |        |                       |

#### Lauf 2
| Rang | Nation     | Athleten                     | Zeit   | Qualifiziert für      |
| ---- | ---------- | ---------------------------- | ------ | --------------------- |
| 1    | Australien | Ian Browne Geoff Smith       | 11,2 s | Hoffnungsrunde Finale |
| 2    | Mexiko     | Luis Muciño José Luis Téllez |        |                       |

#### Finale
| Rang | Nation      | Athleten                  | Zeit   | Qualifiziert für |
| ---- | ----------- | ------------------------- | ------ | ---------------- |
| 1    | Niederlande | Rinus Paul Mees Gerritsen | 11,0 s | Viertelfinale    |
| 2    | Australien  | Ian Browne Geoff Smith    |        |                  |

### Viertelfinale

#### Viertelfinale 1
| Rang | Nation             | Athleten                            | Rennen 1 | Rennen 1 | Rennen 2 | Rennen 2 | Rennen 3 | Rennen 3 | Qualifiziert für |
| Rang | Nation             | Athleten                            | Rang     | Zeit     | Rang     | Zeit     | Rang     | Zeit     | Qualifiziert für |
| ---- | ------------------ | ----------------------------------- | -------- | -------- | -------- | -------- | -------- | -------- | ---------------- |
| 1    | Italien            | Giuseppe Beghetto Sergio Bianchetto | 1        | 10,2 s   | 1        | 10,5 s   |          |          | Halbfinale       |
| 2    | Vereinigte Staaten | Jack Hartman David Sharp            | 2        |          | 2        |          |          |          |                  |

#### Viertelfinale 2
| Rang | Nation         | Athleten                        | Rennen 1 | Rennen 1 | Rennen 2 | Rennen 2 | Rennen 3 | Rennen 3 | Qualifiziert für |
| Rang | Nation         | Athleten                        | Rang     | Zeit     | Rang     | Zeit     | Rang     | Zeit     | Qualifiziert für |
| ---- | -------------- | ------------------------------- | -------- | -------- | -------- | -------- | -------- | -------- | ---------------- |
| 1    | Sowjetunion    | Boris Wassiljew Wladimir Leonow | 1        | 11,4 s   | 1        | 10,5 s   |          |          | Halbfinale       |
| 2    | Großbritannien | David Handley Eric Thompson     | 2        |          | 2        |          |          |          |                  |

#### Viertelfinale 3
| Rang | Nation      | Athleten                    | Rennen 1 | Rennen 1 | Rennen 2 | Rennen 2 | Rennen 3 | Rennen 3 | Qualifiziert für |
| Rang | Nation      | Athleten                    | Rang     | Zeit     | Rang     | Zeit     | Rang     | Zeit     | Qualifiziert für |
| ---- | ----------- | --------------------------- | -------- | -------- | -------- | -------- | -------- | -------- | ---------------- |
| 1    | Niederlande | Rinus Paul Mees Gerritsen   | 2        |          | 1        | 10,6 s   | 1        | 10,9 s   | Halbfinale       |
| 2    | Frankreich  | Roland Surrugue Michel Scob | 1        | 10,9 s   | 2        |          | 2        |          |                  |

#### Viertelfinale 4
| Rang | Nation                    | Athleten                         | Rennen 1 | Rennen 1 | Rennen 2 | Rennen 2 | Rennen 3 | Rennen 3 | Qualifiziert für |
| Rang | Nation                    | Athleten                         | Rang     | Zeit     | Rang     | Zeit     | Rang     | Zeit     | Qualifiziert für |
| ---- | ------------------------- | -------------------------------- | -------- | -------- | -------- | -------- | -------- | -------- | ---------------- |
| 1    | Gesamtdeutsche Mannschaft | Jürgen Simon Lothar Stäber       | 1        | 11,0 s   | 1        | 10,8 s   |          |          | Halbfinale       |
| 2    | Tschechoslowakei          | Juraj Miklušica Dušan Škvarenina | 2        |          | 2        |          |          |          |                  |

### Halbfinale

#### Halbfinale 1
| Rang | Nation      | Athleten                            | Rennen 1 | Rennen 1 | Rennen 2 | Rennen 2 | Rennen 3 | Rennen 3 | Qualifiziert für |
| Rang | Nation      | Athleten                            | Rang     | Zeit     | Rang     | Zeit     | Rang     | Zeit     | Qualifiziert für |
| ---- | ----------- | ----------------------------------- | -------- | -------- | -------- | -------- | -------- | -------- | ---------------- |
| 1    | Italien     | Giuseppe Beghetto Sergio Bianchetto | 1        | 10,5 s   | 1        | 10,8 s   |          |          | Finale           |
| 2    | Niederlande | Rinus Paul Mees Gerritsen           | 2        |          | 2        | DNF      |          |          | Duell um Bronze  |

#### Halbfinale 2
| Rang | Nation                    | Athleten                        | Rennen 1 | Rennen 1 | Rennen 2 | Rennen 2 | Rennen 3 | Rennen 3 | Qualifiziert für |
| Rang | Nation                    | Athleten                        | Rang     | Zeit     | Rang     | Zeit     | Rang     | Zeit     | Qualifiziert für |
| ---- | ------------------------- | ------------------------------- | -------- | -------- | -------- | -------- | -------- | -------- | ---------------- |
| 1    | Gesamtdeutsche Mannschaft | Jürgen Simon Lothar Stäber      | 1        | 11,0 s   | 1        | 11,0 s   |          |          | Finale           |
| 2    | Sowjetunion               | Boris Wassiljew Wladimir Leonow | 2        |          | 2        |          |          |          | Duell um Bronze  |

### Finalrunde

#### Duell um Bronze
Das niederländische Team konnte aufgrund des Sturzes im Halbfinale nicht starten.
| Rang | Nation      | Athleten                        | Rennen 1 | Rennen 1 | Rennen 2 | Rennen 2 | Rennen 3 | Rennen 3 |
| Rang | Nation      | Athleten                        | Rang     | Zeit     | Rang     | Zeit     | Rang     | Zeit     |
| ---- | ----------- | ------------------------------- | -------- | -------- | -------- | -------- | -------- | -------- |
| 3    | Sowjetunion | Boris Wassiljew Wladimir Leonow | w.o.     | w.o.     | w.o.     | w.o.     | w.o.     | w.o.     |
| 4    | Niederlande | Rinus Paul Mees Gerritsen       |          |          |          |          |          |          |

#### Finale
| Rang | Nation                    | Athleten                            | Rennen 1 | Rennen 1 | Rennen 2 | Rennen 2 | Rennen 3 | Rennen 3 |
| Rang | Nation                    | Athleten                            | Rang     | Zeit     | Rang     | Zeit     | Rang     | Zeit     |
| ---- | ------------------------- | ----------------------------------- | -------- | -------- | -------- | -------- | -------- | -------- |
| 1    | Italien                   | Giuseppe Beghetto Sergio Bianchetto | 1        | 10,7 s   | 1        | 10,3 s   |          |          |
| 2    | Gesamtdeutsche Mannschaft | Jürgen Simon Lothar Stäber          | 2        |          | 2        |          |          |          |

## Weblink
- Ergebnisse in der Datenbank von Olympedia.org (englisch)